# British Plaster Board
Pour les articles homonymes, voir BPB.
British Plaster Board, groupe BPB plc, est un producteur britannique de plâtre et de plaques de plâtre. Elle fut en France la société mère de Placoplatre, des Plâtrières modernes de Grozon, Isobox-Henry, Plâtres Lambert et SAMC. Elle a été achetée en bourse fin 2005 par Saint-Gobain.